# 영주시
영주시(榮州市)는 대한민국 경상북도 북서부에 있는 시이다. 동쪽으로 경상북도 봉화군, 서쪽으로는 예천군, 남쪽으로는 안동시, 북쪽으로는 마구령을 경계로 강원특별자치도 영월군, 죽령과 고치령을 경계로 충청북도 단양군과 인접한다. 풍기인삼과 소수서원, 부석사, 소백산국립공원으로 유명하다. 인구가 계속 감소하고 있는데 2020년과 비교하면 3,000명 이상 감소했으며, 올해 안으로 인구 10만 명 대 붕괴가 될 것으로 전망이 되고 있다.

## 역사
- 1914년 4월 1일 영천군 봉향면과 망궐면, 가흥면을 영주군 영주면으로 합면하였다.[1]
- 1940년 11월 1일 영주면을 영주읍으로 승격하였다.[2]
- 1980년 4월 1일 영주읍을 영주시로 승격하고, 영주군을 영풍군으로 개칭하였다.[3]
- 1995년 1월 1일 영주시 일원과 영풍군 일원을 관할로 도농복합형태의 영주시가 설치되었다.[4]
- 1998년 10월 15일 상망동과 하망1동을 통합하여 상망동으로, 하망2동과 하망3동을 통합하여 하망동으로, 영주1동과 영주2동, 영주3동을 통합하여 영주1동으로, 영주4동을 영주2동으로 명칭을 변경하였다.(1읍 9면 9동)[5]
- 2008년 10월 16일 문수면 벌사리를 대양리로 개칭하였다.[6]

## 지리

### 지형
경상북도의 최북단에 위치한 영주 보관됨 2022-03-07 - 웨이백 머신시는 남북이 길고 동서로는 협소하며,
소백산맥이 서남쪽으로 뻗어 주봉인 비로봉(1,439m), 국망봉(1,421m), 연화봉(1,394m)과
죽령을 경계로 하여 도솔봉(1,315m)으로 이어진 소백산 산록 고원 부지에 형성되어 있으며
봉황산과 북부 산악지대에서 발원한 내성천은 봉화군을 관류하여 문수면 수도리에 이르고,
소백산 주봉인 비로봉·연화봉과 죽령계곡에서 발원한 남원천과,
국망봉에서 발원한 죽계천이 고현동에서 합류 되어 서천을 이루어 시가지를 감돌아 낙동강으로 유입되며,
토질은 대부분이 사질양토로 각종 농산물이 잘 자라며,
특히 북부 산악지대는 사양토이기 때문에 배수가 잘되어 인삼, 사과 등의 생육에 적절한 곳이다.

### 기후
| 영주기상관측소 (영주시 풍기읍 성내리, 해발 211.32m)의 기후 | 영주기상관측소 (영주시 풍기읍 성내리, 해발 211.32m)의 기후 | 영주기상관측소 (영주시 풍기읍 성내리, 해발 211.32m)의 기후 | 영주기상관측소 (영주시 풍기읍 성내리, 해발 211.32m)의 기후 | 영주기상관측소 (영주시 풍기읍 성내리, 해발 211.32m)의 기후 | 영주기상관측소 (영주시 풍기읍 성내리, 해발 211.32m)의 기후 | 영주기상관측소 (영주시 풍기읍 성내리, 해발 211.32m)의 기후 | 영주기상관측소 (영주시 풍기읍 성내리, 해발 211.32m)의 기후 | 영주기상관측소 (영주시 풍기읍 성내리, 해발 211.32m)의 기후 | 영주기상관측소 (영주시 풍기읍 성내리, 해발 211.32m)의 기후 | 영주기상관측소 (영주시 풍기읍 성내리, 해발 211.32m)의 기후 | 영주기상관측소 (영주시 풍기읍 성내리, 해발 211.32m)의 기후 | 영주기상관측소 (영주시 풍기읍 성내리, 해발 211.32m)의 기후 | 영주기상관측소 (영주시 풍기읍 성내리, 해발 211.32m)의 기후 |
| 월                                                         | 1월                                                        | 2월                                                        | 3월                                                        | 4월                                                        | 5월                                                        | 6월                                                        | 7월                                                        | 8월                                                        | 9월                                                        | 10월                                                       | 11월                                                       | 12월                                                       | 연간                                                       |
| ---------------------------------------------------------- | ---------------------------------------------------------- | ---------------------------------------------------------- | ---------------------------------------------------------- | ---------------------------------------------------------- | ---------------------------------------------------------- | ---------------------------------------------------------- | ---------------------------------------------------------- | ---------------------------------------------------------- | ---------------------------------------------------------- | ---------------------------------------------------------- | ---------------------------------------------------------- | ---------------------------------------------------------- | ---------------------------------------------------------- |
| 역대 최고 기온 °C (°F)                                     | 13.6 (56.5)                                                | 21.6 (70.9)                                                | 25.2 (77.4)                                                | 32.0 (89.6)                                                | 35.2 (95.4)                                                | 35.5 (95.9)                                                | 37.5 (99.5)                                                | 38.0 (100.4)                                               | 33.9 (93.0)                                                | 30.0 (86.0)                                                | 24.5 (76.1)                                                | 16.4 (61.5)                                                | 38.0 (100.4)                                               |
| 일평균 최고 기온 °C (°F)                                   | 2.7 (36.9)                                                 | 5.8 (42.4)                                                 | 11.5 (52.7)                                                | 18.6 (65.5)                                                | 23.9 (75.0)                                                | 27.4 (81.3)                                                | 28.9 (84.0)                                                | 29.6 (85.3)                                                | 25.5 (77.9)                                                | 20.0 (68.0)                                                | 12.2 (54.0)                                                | 4.8 (40.6)                                                 | 17.6 (63.7)                                                |
| 일일 평균 기온 °C (°F)                                     | −2.2 (28.0)                                                | 0.2 (32.4)                                                 | 5.4 (41.7)                                                 | 11.8 (53.2)                                                | 17.2 (63.0)                                                | 21.3 (70.3)                                                | 24.0 (75.2)                                                | 24.2 (75.6)                                                | 19.3 (66.7)                                                | 12.9 (55.2)                                                | 6.1 (43.0)                                                 | −0.4 (31.3)                                                | 11.7 (53.1)                                                |
| 일평균 최저 기온 °C (°F)                                   | −7.3 (18.9)                                                | −5.4 (22.3)                                                | −0.6 (30.9)                                                | 4.8 (40.6)                                                 | 10.5 (50.9)                                                | 15.8 (60.4)                                                | 20.1 (68.2)                                                | 20.2 (68.4)                                                | 14.2 (57.6)                                                | 6.7 (44.1)                                                 | 0.4 (32.7)                                                 | −5.4 (22.3)                                                | 6.2 (43.2)                                                 |
| 역대 최저 기온 °C (°F)                                     | −23.8 (−10.8)                                              | −20.7 (−5.3)                                               | −12.0 (10.4)                                               | −5.8 (21.6)                                                | 1.2 (34.2)                                                 | 5.1 (41.2)                                                 | 10.8 (51.4)                                                | 9.6 (49.3)                                                 | 2.0 (35.6)                                                 | −6.9 (19.6)                                                | −11.5 (11.3)                                               | −20.0 (−4.0)                                               | −23.8 (−10.8)                                              |
| 평균 강수량 mm (인치)                                      | 18.4 (0.72)                                                | 30.2 (1.19)                                                | 53.3 (2.10)                                                | 94.8 (3.73)                                                | 118.5 (4.67)                                               | 158.5 (6.24)                                               | 298.8 (11.76)                                              | 283.7 (11.17)                                              | 154.1 (6.07)                                               | 58.2 (2.29)                                                | 42.2 (1.66)                                                | 23.3 (0.92)                                                | 1,334 (52.52)                                              |
| 평균 강수일수 (≥ 0.1 mm)                                   | 5.0                                                        | 5.1                                                        | 7.8                                                        | 8.5                                                        | 8.4                                                        | 9.6                                                        | 15.8                                                       | 15.0                                                       | 9.9                                                        | 5.7                                                        | 7.1                                                        | 5.5                                                        | 103.4                                                      |
| 평균 상대 습도 (%)                                         | 59.2                                                       | 56.2                                                       | 55.5                                                       | 53.8                                                       | 59.7                                                       | 67.6                                                       | 77.2                                                       | 77.2                                                       | 75.0                                                       | 69.6                                                       | 65.4                                                       | 61.9                                                       | 64.9                                                       |
| 평균 월간 일조시간                                         | 185.2                                                      | 187.4                                                      | 211.5                                                      | 222.5                                                      | 247.0                                                      | 205.6                                                      | 147.7                                                      | 163.0                                                      | 169.8                                                      | 197.5                                                      | 167.7                                                      | 175.0                                                      | 2,279.9                                                    |
| 출처: 기상청 (평년값: 1991년~2020년, 극값: 1972년~현재)    |                                                            |                                                            |                                                            |                                                            |                                                            |                                                            |                                                            |                                                            |                                                            |                                                            |                                                            |                                                            |                                                            |

## 지질
영주시는 선캄브리아기에 형성된 영남 육괴의 북부에 위치해 있어, 전 지역이 선캄브리아기의 변성암류와 중생대에 이를 관입한 화강암류로 구성되어 있다.

## 행정 구역
영주시의 행정 구역은 1읍, 9면, 9동으로 구성되어 있다. 영주시의 면적은 668.89km2이며, 인구는 2021년 12월을 기준으로 50,271세대 101,942명이다.
| 읍면동  | 한자    | 세대  | 인구   | 면적  |
| ------- | ------- | ----- | ------ | ----- |
| 풍기읍  | 豊基邑  | 5,473 | 10,485 | 75.93 |
| 이산면  | 伊山面  | 1,197 | 2,295  | 53.24 |
| 평은면  | 平恩面  | 787   | 1,422  | 62.18 |
| 문수면  | 文殊面  | 1,116 | 1,938  | 41.25 |
| 장수면  | 長壽面  | 1,163 | 2,143  | 42.06 |
| 안정면  | 安定面  | 1,583 | 2,962  | 43.69 |
| 봉현면  | 鳳峴面  | 1,404 | 2,700  | 51.93 |
| 순흥면  | 順興面  | 1,121 | 1,983  | 54.35 |
| 단산면  | 丹山面  | 1,075 | 1,831  | 92.2  |
| 부석면  | 浮石面  | 1,688 | 2,995  | 91.68 |
| 상망동  | 上望洞  | 3,467 | 7,430  | 15.78 |
| 하망동  | 下望洞  | 2,889 | 6,007  | 2.55  |
| 영주1동 | 榮州1洞 | 2,228 | 3,912  | 1.02  |
| 영주2동 | 榮州2洞 | 2,549 | 4,915  | 0.49  |
| 휴천1동 | 休川1洞 | 2,796 | 6,511  | 5.24  |
| 휴천2동 | 休川2洞 | 5,030 | 9,837  | 0.88  |
| 휴천3동 | 休川3洞 | 3,549 | 7,599  | 10.32 |
| 가흥1동 | 可興1洞 | 6,735 | 15,303 | 7.08  |
| 가흥2동 | 可興2洞 | 4,421 | 9,674  | 17.12 |

## 인구
- 영주시(에 해당하는 지역)의 연도별 인구 추이[12]

| 연도   | 총인구    |  |
| ------ | --------- |  |
| 1975년 | 173,977명 |  |
| 1980년 | 163,397명 |  |
| 1985년 | 157,292명 |  |
| 1990년 | 140,889명 |  |
| 1995년 | 131,097명 |  |
| 2000년 | 126,507명 |  |
| 2005년 | 114,081명 |  |
| 2010년 | 113,926명 |  |
| 2015년 | 109,735명 |  |
| 2020년 | 103,119명 |  |

## 정치 · 행정

### 국회의원
- 2016년 기준으로 국회의원은 대한민국 제20대 국회의원 선거에서 당선된 최교일 의원이다.

## 영주시 상징물

### 상징물
- 시조
  - 까치
- 시목
  - 은행나무
- 시화
  - 철쭉

### 캐릭터

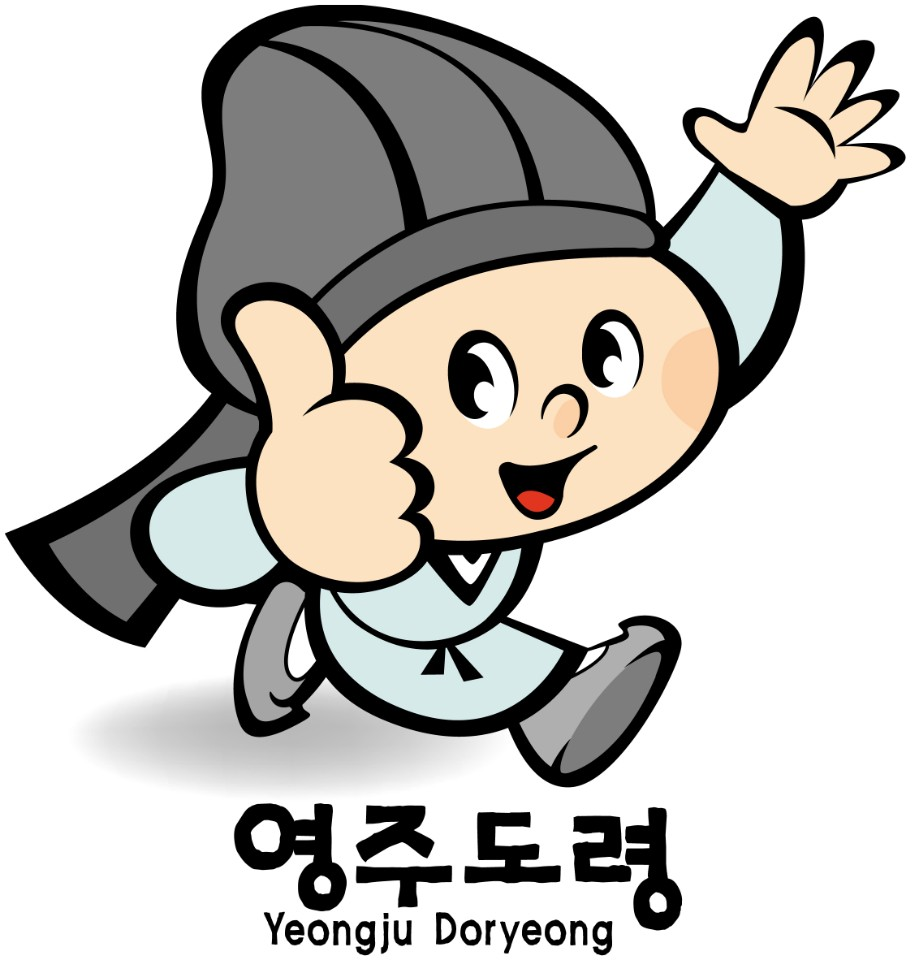
영주도령

영주시의 캐릭터는 "영주도령"이다. 선비의 고장인 영주를 상징하는 선비의 모습을 친근하게 느낄 수 있게 도령의 모습으로 만들었다. 앞으로 영주시를 새롭게 만들어 갈 영주의 도령은 활력이 넘치고 희망이 가득한 영주시를 상징하고 과거의 정신을 바탕으로 밝은 미래가 있는 영주시로 거듭나겠다는 영주시의 의지를 담고 있다.

### 심볼

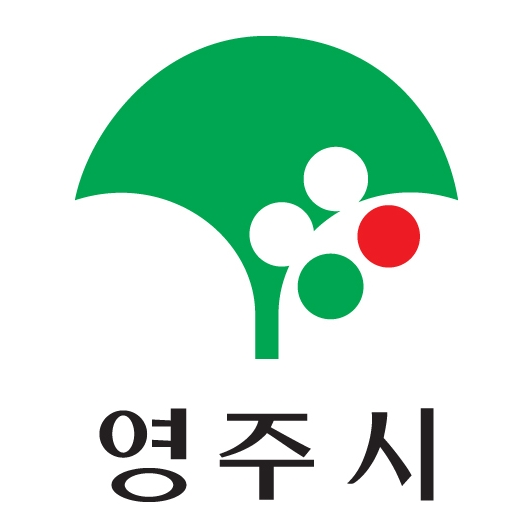
영주시의 심볼

은행잎은 아래에서 위로 올라갈수록 활기차게 뻗어나가는 높은 기상과 세계화를 추구하는 영주의 영문 첫머리의 Y자를 의미한다. 적색의 원은 특산물인 사과를 상징적으로 표현하였고 마름모형을 이룬 원은 특산물인 인삼꽃(딸기)를 상징적으로 표현하였다.
- 기의 바탕(백색) : 인심이 순후하고 품위가 높은 시민의 기상
- 은행잎(초록색) : 시목을 뜻하며, 세계화를 추구하는 영주의 영문 머리글자인 "Y"
- 원(금적색) : 영주시의 특산물인 "사과"
- 원(4개): 영주시의 특산물인 "인삼꽃(딸기)"을 상징

## 관광
- 부석사

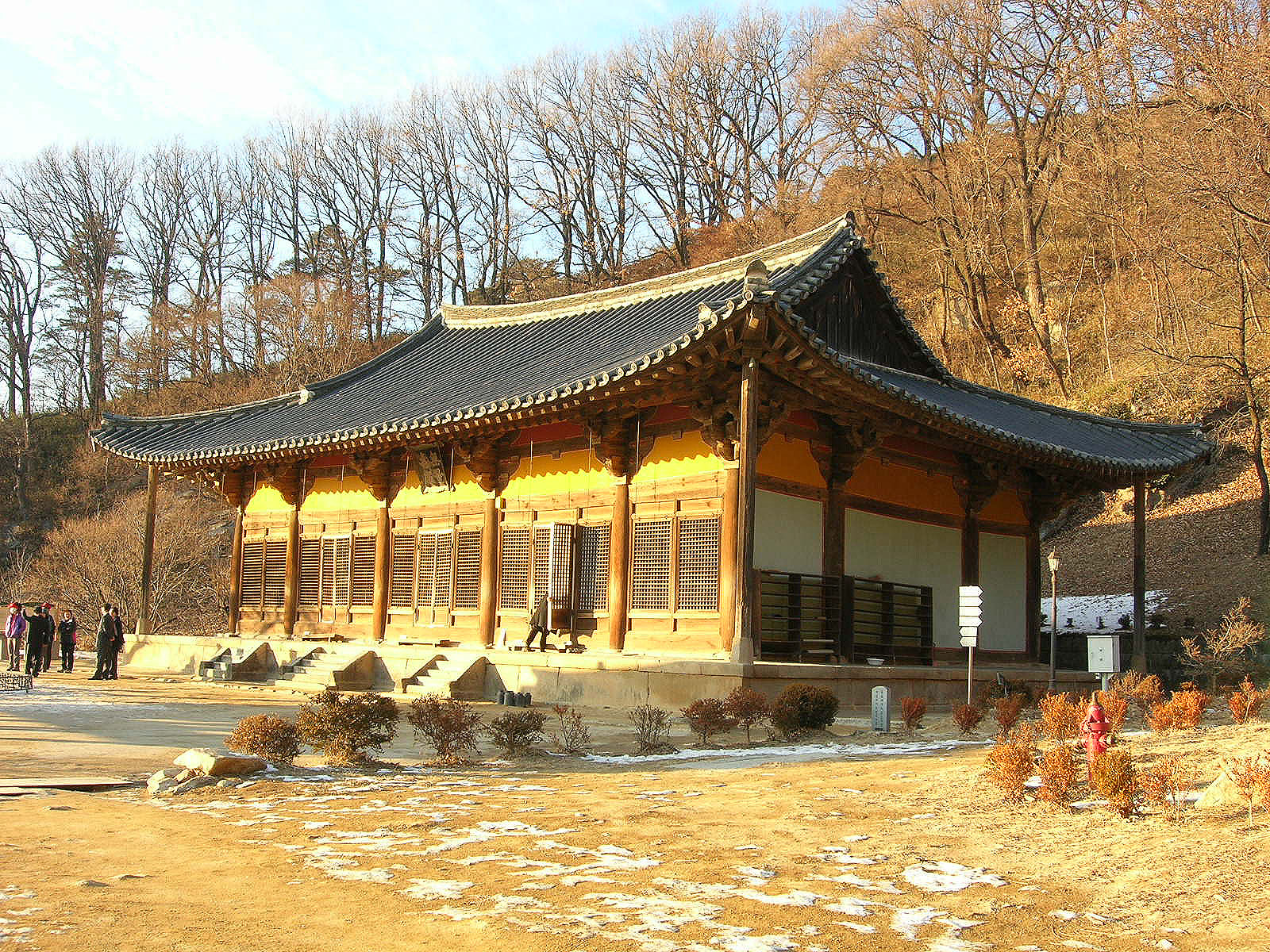
부석사 무량수전

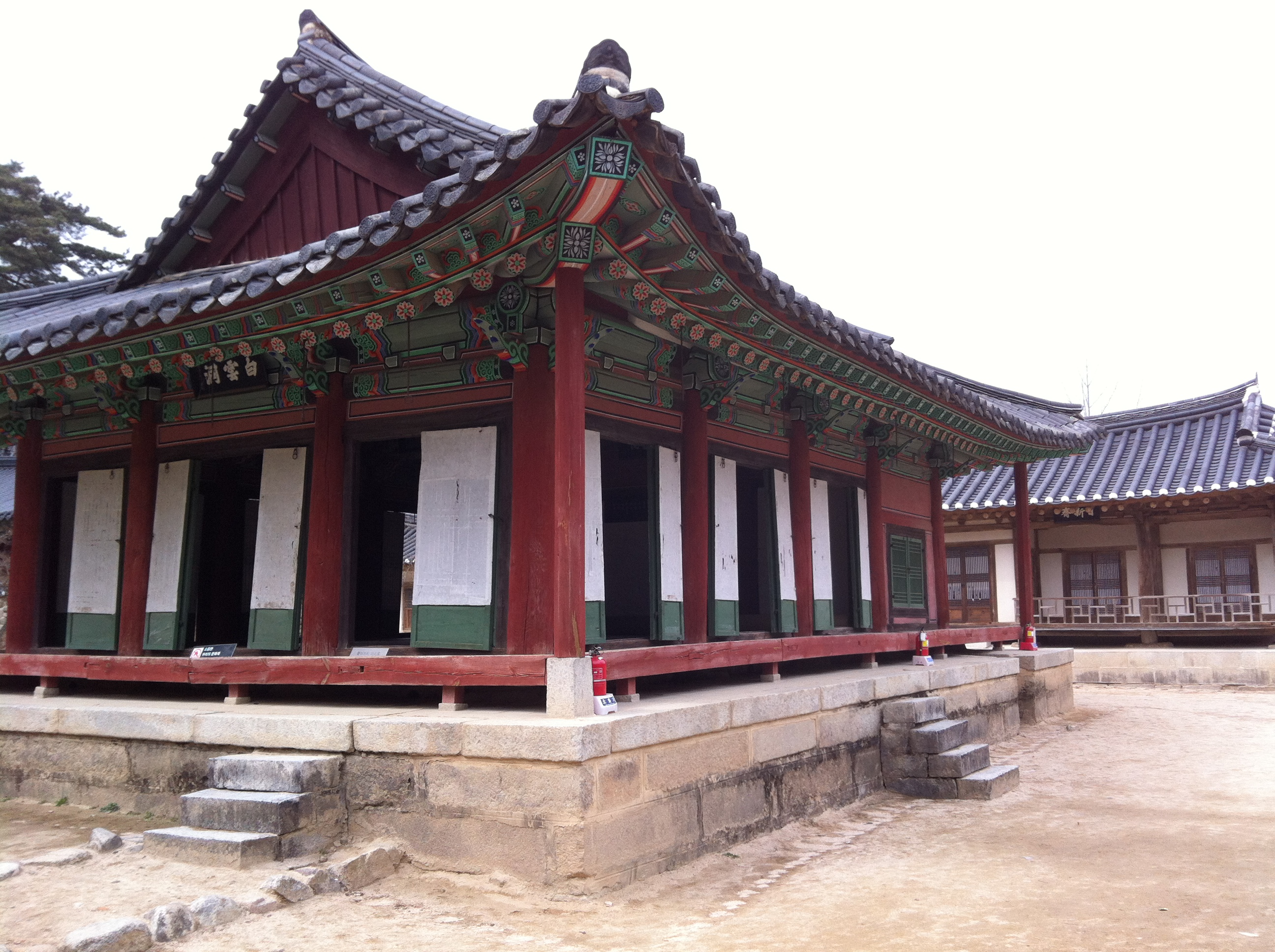
조선 최초의 사액서원, 소수서원

신라 문무왕 16년(676년)에 의상이 세운 화엄종 종찰 부석사가 부석면 북지리에 있다. 국보 5점, 보물 4점, 도유형문화재 2점 등 많은 문화재를 가지고 있는 우리나라 10대 사찰 중 하나로 몇 안 되는 고려시대 건축물인 부석사 무량수전이 유명하다. 관광문화해설사가 관광지 주변 건물에서 근무하고 있으며 오전 9시부터 오후 5시까지 무료로 관광 해설 서비스를 제공하고 있다.
- - 부석사 무량수전앞 석등(국보 제17호)
  - 부석사 무량수전(국보 제18호)
  - 부석사 조사당(국보 제19호)
  - 부석사 소조여래좌상(국보 제45호)
  - 부석사 조사당벽화(국보 제46호)
  - 부석사 삼층석탑(보물 제249호)
  - 부석사 당간지주(보물 제255호)
  - 부석사 오불회 괘불탱(보물 제1562호)
- 소수서원

조선 최초의 사액서원이 된 소수서원이 있다. 조선 중종 37년(1542년)에 풍기군수 주세붕이 안향을 제사하기 위해 사당을 세웠다. 순흥면 내죽지에 있다. 그리고 소백산국립공원이 소재하고 있다. 관광문화해설사가 관광지 주변 건물에서 근무하고 있으며 오전 9시부터 오후 5시까지 무료로 관광 해설 서비스를 제공하고 있다.
- 영풍 단촌리 느티나무(천연기념물 제273호)
- 영풍 태장리 느티나무(천연기념물 제274호)
- 영풍 병산리 갈참나무(천연기념물 제285호)

## 교통

### 철도
한국철도공사 중앙선, 영동선, 경북선의 분기점이며 서울(청량리역), 강릉, 안동, 부산(부전역), 대구(동대구역), 김천으로 가는 많은 열차가 운행되며, 코레일 경북본부가 위치한 철도의 요충지이다. 2022년 경에 중앙선 복선전철화 및 고속화가 완료되면 서울(청량리역)로 1시간 내외, 대구(동대구역)로 45분 내외에 이동할 수 있게 된다.
서산↔️울진 동서횡단철도(예정)

### 국도 · 고속도로
중앙고속도로가 남북으로 영주를 관통하며 영주 나들목과 풍기 나들목이 개설되어 있다.
남북으로 국도 제5호선, 제28호선이 지나며, 동서로 국도 제36호선이 있다.
- 고속도로
  - 중앙고속도로 : (단양군 단양 나들목) - 풍기 나들목 - 영주 나들목-(예천군 예천 나들목)
- 국도
  - 국도 제5호선 : (영주시 풍기읍) - 봉현면 - 가흥동 - 문수면 - 평은면 - (안동시 북후면)
  - 국도 제28호선 : (영주시 가흥동) - (장수면) - (예천군 감천면) - 예천읍
  - 국도 제36호선 : (영주시 풍기읍) - 가흥동 - 상망동 - (봉화군 봉화읍)
- 국가지원지방도
  - 국가지원지방도 제28호선[14] : (영주시 부석면) - (영월군 김삿갓면)

### 버스
- 시내버스 : 영주시의 시내버스
- 시외버스 : 영주시외버스터미널, 풍기IC터미널, 꽃동산시외버스정류장

### 항공
영주시에는 공항이 입지하고 있지 않으며, 2004년까지는 인근의 예천공항을 통해 김포나 제주와 연결되었으나, 현재는 폐쇄된 상태이다.
국내선 및 일부 일본 · 중국 · 동남아시아행 항공편을 이용하려면 가장 가까운 대구국제공항을 이용해야 하고, 장거리 국제선을 이용하려면 김해국제공항, 또는 인천국제공항으로 가야 한다.

## 교육 기관
- 사립대학교

|  | - 동양대학교 - 경북전문대학교 |

- 폴리텍대학

|  | - 한국폴리텍6대학 영주캠퍼스 |

- 고등학교

|  | - 영주제일고등학교 - 영주여자고등학교 - 영광고등학교 | - 한국철도고등학교 - 영광여자고등학교 - 영주동산고등학교 | - 한국국제조리고등학교 - 대영고등학교 - 경북항공고등학교 |

- 중학교

|  | - 영주중학교 - 영주여자중학교 - 풍기중학교 - 부석중학교 | - 단산중학교 - 소수중학교 - 영광중학교 - 대영중학교 | - 영광여자중학교 - 동산여자중학교 - 금계중학교 |

- 초등학교

|  | - 영주초등학교 - 영주동부초등학교 - 영주중앙초등학교 - 영주남부초등학교 - 영주서부초등학교 - 영일초등학교 | - 남산초등학교 - 풍기초등학교 - 풍기북부초등학교 - 이산초등학교 - 평은초등학교 - 문수초등학교 | - 장수초등학교 - 안정초등학교 - 봉현초등학교 - 순흥초등학교 - 옥대초등학교 - 부석초등학교 |

## 자매 도시
- 대한민국 대구광역시 수성구
- 대한민국 서울특별시 강남구
- 대한민국 전라남도 목포시
- 대한민국 부산광역시 해운대구
- 대한민국 인천광역시 동구
- 대한민국 경기도 안산시
- 일본 시즈오카현 후지노미야시
- 중화인민공화국 안후이성 보저우시
- 중화민국 난터우현 난터우시
- 중화민국 난터우현 차오툰진
- 중화인민공화국 광둥성 샤오관시
- 중화인민공화국 산둥성 지닝시
- 필리핀 팡가시난주 로살레스

## 같이 보기
- 대한민국의 설치순 도시 목록
- 대한민국의 지리
- 국민의힘